# Nederlands Kamerkoor
Nizozemský komorní sbor (nizozemsky Nederlands Kamerkoor) je nezávislý profesionální nizozemský sbor. Byl založen v roce 1937 mladým hudebníkem Felixem de Nobelovu jako Chorus Pro Musica, aby provedl kantáty Johanna Sebastiana Bacha pro nizozemský rozhlas. Pro sbor skládali slavní skladatelé jako Francis Poulenc, Frank Martin, Rudolf Escher, Hendrik Andriessen nebo Henk Badings; v nedávné době také sir John Tavener, sir Harrison Birtwistle, Mauricio Kagel a James MacMillan. V letech 2014 a 2015 zpíval sbor díla Lerava Auerbacha, Michela van der Aa, Martina Smolky, Nica Muhlyho a sira George Benjamina.

## Sbormistři
- 1937–1972 Felix de Nobel (zakladatel)
- 1972–1976 Hans van den Hombergh
- 1977–1980 Kerry Woodward
- 1988–1997 Uwe Gronostay
- 1998–2000 Tönu Kaljuste
- 2002–2005 Stephen Layton
- 2011–2015 Risto Joost
- od 2015 Peter Dijkstra

## Diskografie
- Tehilim: Žalmy mezi judaismem a křesťanstvím. Žalmy zhudebněné skladateli Cvi Avni, Sim Gokkes, Louis Lewandowski, Yossele Rosenblatt, Balduin Sulzer, Mendelssohn, Salomone Rossi, Schönberg, Sweelinck. Gilad Nezer (sólista). Nizozemský komorní sbor, dirigent Klaas Stok. Globe 2012

## Vystoupení v Česku

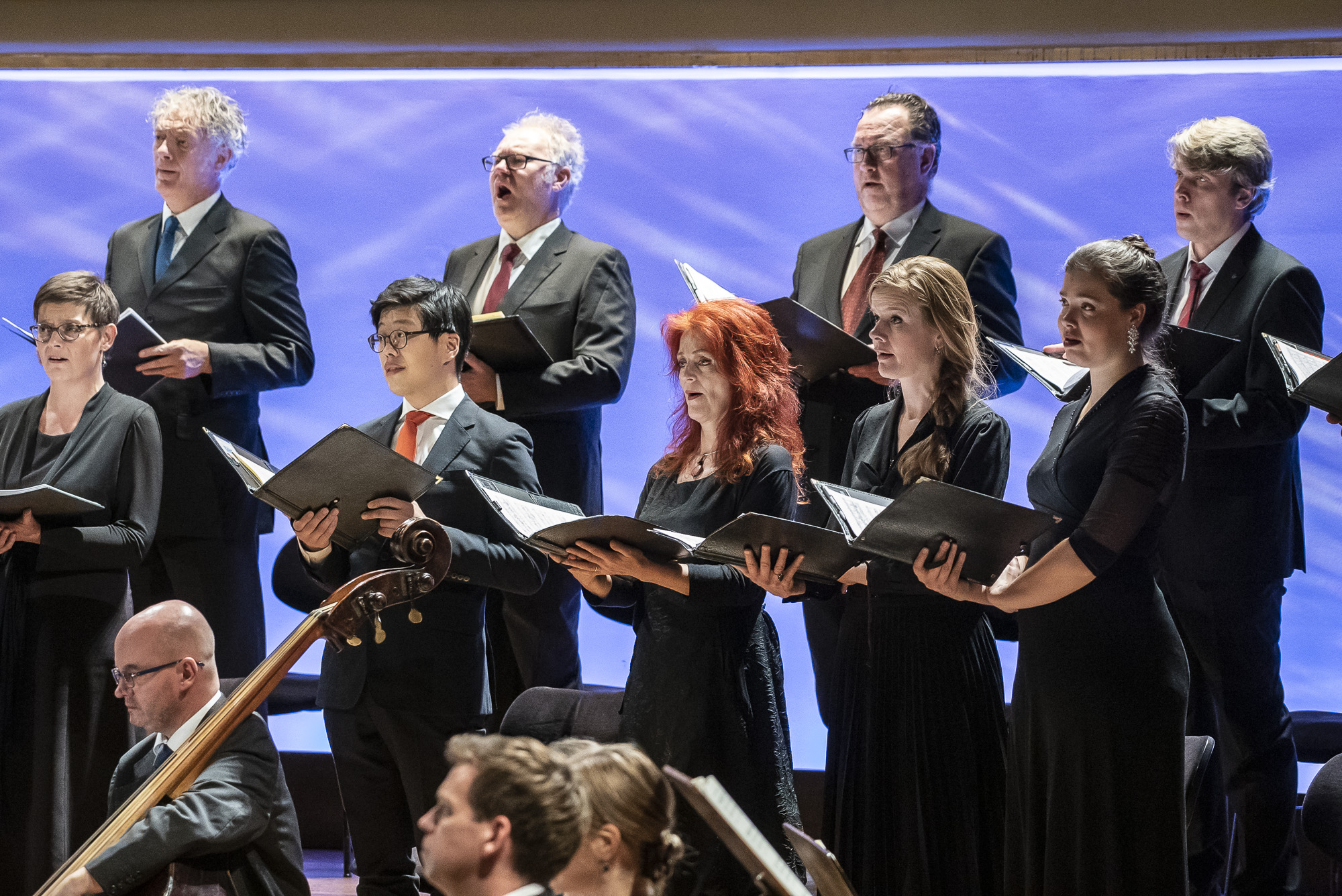
Nederlands Kamerkoor v Rudolfinu, 11. prosince 2018

- 2018 – Johann Sebastian Bach: Vánoční oratorium – Collegium 1704, Nederlands Kamerkoor, Hannah Morrison – soprán, Maarten Engeltjes – kontratenor, Benedikt Kristjánsson – tenor, Thomas Oliemans – bas, dirigent: Peter Dijkstra, Praha, Rudolfinum. 11. prosince 2018[2]